# VfB 06 Großauheim
VfB 06 Großauheim is een Duitse voetbalclub uit Großauheim, een stadsdeel van Hanau, Hessen. 

## Geschiedenis
De club werd op 10 januari 1906 opgericht als 1. Großauheimer Fußballclub 1906. Kort daarna werden er nog clubs opgericht in Großauheim, dat toen nog een zelfstandigde gemeente was en pas in 1974 een stadsdeel van Hanau werd. In 1910 fuseerden die clubs tot Großauheimer FVgg 1910. In 1912 kwam het tot een eerste derby tussen beide clubs die FC 1906 met 1:0 won. In 1919 speelde de club voor het eerst in de hoogste klasse, toen de Noordmaincompetitie. Ondanks de aanwezigheid van grotere clubs als Frankfurter FV, FSV Frankfurt en FC Hanau 93 stond de club na de heenronde op de tweede plaats, echter zakte de club helemaal weg in de terugronde en degradeerde zelfs. 
Op 1 mei 1921 fuseerde de club met FVgg 1910 en werd zo VfB Großauheim. Door de invoering van de Maincompetitie in 1921 promoveerde de club opnieuw naar de hoogste klasse. Deze bestond uit vier reeksen en werd over twee seizoenen teruggebracht naar één reeks. VfB werd vijfde op acht clubs in 1921/22 en enkel de top 4 plaatste zich voor het volgende seizoen waardoor de club opnieuw degradeerde. In 1924 splitste FC 06 zich terug van de club af. In 1929 speelden beide clubs terug in dezelfde competitie, de Kreisliga Mittelmain (tweede klasse). In 1931 en 1933 bereikte VfB de eindronde om promotie, maar slaagde er niet in te promoveren. 
In 1933 kwam de NSDAP aan de macht in Duitsland. De competitie werd hervormd en de Gauliga werd ingevoerd als hoogste klasse. In sommige gemeenten werden clubs gedwongen te fuseren, zo ook in Großauheim. VfB en FC 06 fuseerden tot VfB 06. In 1937 promoveerde de club naar de Gauliga Hessen. Na twee jaar in de middenmoot werd de competitie in 1939/40 gesplitst in twee groepen en VfB eindigde zowaar samen met FC Hanau 93 op de eerste plaats, echter had Hanau een beter doelsaldo. In 1941 werd de Gauliga verder opgedeeld en ging de club in de Gauliga Hessen-Nassau spelen, waar ze na één seizoen uit degradeerden. 
Na de oorlog werden de activiteiten snel terug opgenomen en de eerste naoorlogste wedstrijd werd met 2:1 gewonnen van Hanau 93. De club ging in de hoogste klasse van Hessen spelen, dat nu niet langer de hoogste klasse was in Duitsland maar als tweede klasse fungeerde onder de Oberliga Süd. In 1949 degradeerde de club hieruit. In 1954 maakte de club nog kans op een terugkeer, maar moest deze uiteindelijk aan FC Union Niederrad 07 laten.
De volgende jaren verdween de club naar de lagere reeksen en eind jaren zeventig begon terug een opmars. Na terugkeer in de Bezirksliga in 1979 promoveerde de club meteen naar de Landesliga Hessen Süd. De club speelde in het eerste seizoen meteen mee voor promotie. In 1984 degradeerde de club weer en speelt sindsdien in lagere reeksen. 